# Jean Alavoine
Pour les articles homonymes, voir Alavoine.
Jean Alavoine, né le 1er avril 1888 à Roubaix et mort le 18 juillet 1943 à Argenteuil, était un coureur cycliste français des années 1910-1920, qui s'illustra notamment sur les routes du Tour de France et du Tour d'Italie, y remportant de nombreuses étapes, sans parvenir, toutefois à remporter l'une ou l'autre de ces épreuves. Il s'est toutefois classé à quatre reprises sur le podium du Tour de France et compte deux titres de champion de France de cyclisme sur route.

## Biographie
Bien que né à Roubaix le 1er avril 1888, Jean Alavoine vit en région parisienne. Il est présenté par Jacques Augendre comme « l'archétype du titi parisien » et « cultive l'esprit de Gavroche ». Surnommé « Gars Jean », il se distingue dès sa première saison chez les professionnels, en 1909, en remportant le championnat de France devant Henri Lignon. Cette performance lui vaut d'être sélectionné pour le Tour de France au sein de la prestigieuse équipe Alcyon, qui compte dans ses rangs le Luxembourgeois François Faber, futur vainqueur de l'épreuve, ou encore Paul Duboc, Louis Trousselier et Gustave Garrigou. Pour ses débuts dans le Tour, Jean Alavoine gagne deux étapes, l'une à Toulouse, l'autre à Paris, le jour même de l'arrivée. Grâce à ces deux succès, il termine à la troisième place du classement général.
Après ces débuts spectaculaires, Jean Alavoine n'obtient que des résultats discrets lors des deux saisons suivantes. Écarté de l'équipe Alcyon pour le Tour de France 1912, il court sous les couleurs de la formation Armor, une sous-marque d'Alcyon. Il remporte trois étapes durant l'épreuve, de même que son coéquipier et ami Eugène Christophe. Il monte à nouveau sur le podium du Tour en 1914 derrière Philippe Thys et Henri Pélissier.
Son frère, Henri, également cycliste professionnel, meurt de la chute de son avion, pendant la Première Guerre mondiale, le 19 juillet 1916. Pour son retour à la compétition, en 1919, Jean Alavoine se classe 2e du Tour de France, en y remportant cinq nouvelles étapes. Le 11 novembre il s'impose au sprint devant Honoré Barthélémy lors du Grand Prix de l'Armistice, une course de 520 kilomètres organisée par le quotidien Le Sporting et disputée entre Strasbourg et Paris, avec un passage à Metz. En 1920, il gagne à nouveau le championnat de France et participe à son premier Tour d'Italie, dans lequel il remporte trois étapes et se classe sur la troisième marche du podium.
À nouveau sur le podium du Tour en 1922, il connaît une terrible désillusion l'année suivante lorsqu'il chute dans la descente du col d'Izoard alors qu'il accompagnait Henri Pélissier et Ottavio Bottecchia dans l'étape Nice-Briançon. Ouvert au coude, il termine l'étape mais est contraint à l'abandon le lendemain.
Il prend sa retraite sportive en 1925, mais participe occasionnellement à des courses. Le 18 juillet 1943, il se rend à Sannois, en région parisienne, pour un critérium de vétérans. Au cours de la course, il fait un malaise sur son vélo et meurt quelques heures plus tard à l'hôpital d'Argenteuil.
Il est inhumé au cimetière de Clairefontaine en Yvelines.

## Palmarès

### Palmarès amateur
- 1906
  - 3e de Paris-Orléans
- 1907
  - 3e de Paris-Beaugency
  - 3e de Paris-Le Havre
- 1908
  - Paris-Abbeville
  - Paris-Beaugency

### Palmarès professionnel
| - 1909 - Champion de France sur route - 5e et 6e étapes du Tour de Belgique - 8e et 14e étapes du Tour de France - 2e du Tour de Belgique - 2e de Paris-Tours - 3e du Tour de France - 1910 - 5e de Paris-Tours - 1911 - Course de côte de Villennes - 2e de Paris-Amboise - 3e du championnat de France sur route - 1912 - 11e, 13e, 15e étapes du Tour de France - 1913 - 6e de Milan-San Remo - 1914 - 7e étape du Tour de France - 3e du Tour de France - 4e de Milan-San Remo - 1919 - 4e, 5e, 7e, 8e et 15e étapes du Tour de France - 5e étape du Circuit des Champs de Bataille - Grand Prix de l'Armistice - 2e du Tour de France - 5e de Paris-Tours - 8e de Paris-Bruxelles | - 1920 - Champion de France sur route - 4e, 6e et 8e étapes du Tour d'Italie - 3e du Tour d'Italie - 10e de Milan-San Remo - 1921 - 2e de Bordeaux-Paris - 1922 - 5e, 6e et 7e étapes du Tour de France - 2e du Tour de France - 2e du Critérium des As - 3e du championnat de France sur route - 9e de Paris-Bruxelles - 1923 - Paris-Lyon (avec Philippe Thys) - 6e, 7e et 9e étapes du Tour de France - 1924 - 2e étape de Bordeaux-Marseille - 3e de Bordeaux-Paris - 1925 - 5e de Bordeaux-Paris |  |

## Résultats sur les grands tours

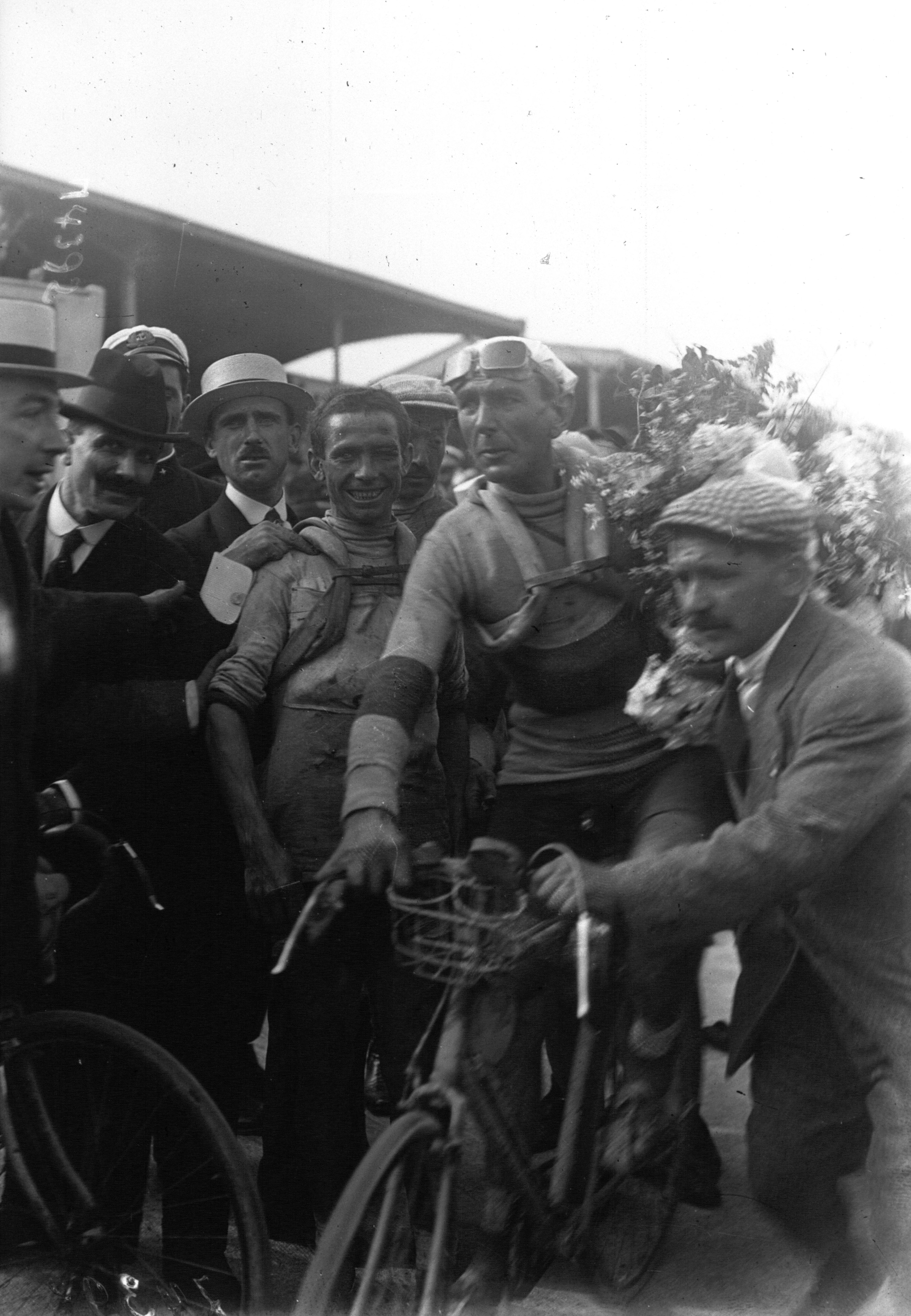
Jean Alavoine sur le Tour de France 1919.

### Tour de France
Jean Alavoine termine à deux reprises à la deuxième place du Tour de France (en 1919 et 1922) et deux fois au troisième rang (en 1909 et 1914). Malgré ses 17 victoires d'étapes, il ne parvint jamais à remporter la Grande boucle. 
- 1909 : 3e du classement général et vainqueur de deux étapes
- 1912 : 5e du classement général et vainqueur de trois étapes
- 1913 : 19e du classement général
- 1914 : 3e du classement général et vainqueur d’une étape
- 1919 : 2e du classement général et vainqueur de cinq étapes
- 1920 : abandon (2e étape)
- 1921 : abandon (4e étape)
- 1922 : 2e du classement général et vainqueur de trois étapes,  porteur du maillot jaune pendant 5 jours
- 1923 : abandon (vainqueur de trois étapes)
- 1924 : 14e du classement général
- 1925 : 13e du classement général

### Tour d'Italie
- 1920 : 3e du classement général et vainqueur de la 4e et 6e étapes ainsi que la 8e étape (contre-la-montre par équipes)

## Hommages
Jean Alavoine est mentionné par Jean Gabin dans le film Rue des prairies dans sa liste des grands coureurs cyclistes (vers 8'30).